# Termonfeckin

Termonfeckin (Tearmann Feichín em irlandês) é uma pequena e pitoresca cidade no condado de Louth, na República da Irlanda, localizada a 8 km ao norte de Drogheda. 
É a cidade natal de Evanna Lynch, atriz intérprete de Luna Lovegood, personagem de todos os Harry Potter, a partir de Harry Potter e a Ordem da Fênix, obra de J.K. Rowling